# Karpatské hry
Karpatské hry je kniha od Miloslava Nevrlého.

## Obsah
Z obsahové stránky je tato kniha zejména autorovým svědectvím o Karpatech. Popisuje 35 pohoří, jejich přírodní krásy, tamní domorodce. Píše subjektivně, popisuje, co zde zažíval, jak se cítil, co bylo nejpůsobivější. Tímto způsobem se na čtenáře přenáší autorovo nadšení pro tento kraj. Čtenáře oslovuje „bratříčku“ a vystupuje zde jako skautský rádce, či kmenový vypravěč navrátivší se z dalekých cest. Mluví k tichému dítěti, které hltá každé slovo a chce také navštívit ty kraje, čtenář vnímá každé slovo a sní. Je tam v horách a cítí mateřídoušku, třese se zimou u chladných bystřin a vychutnává si výtečný kousek brambory, kterým ho podaroval starý bača.
Mimo kapitol s názvy pohoří, která popisují, je zde i první bratrské slovo, poslední bratrské slovo a 13 kapitol jiného rázu, jmenují se hry. Jsou uvedeny citátem a nachází se vždy jedna po dvou či třech popisech hor. Jsou to rady, úvahy, doporučení. Například první „Hra na poutníka s lehkým srdcem“ je o způsobech cestování a trávení dovolené, o množství nutných věcí k cestování, o lehkosti a hlavně o svobodě. Další hry jsou například na diamantové zdraví, na hvězdný širák, na hlad, na vlčí dech a gazelí nohy, na pocestnou radost. Na první pohled jsou tyto hry radami, jak cestovat. Po jejich přečtení ovšem čtenář uvažuje rozsáhleji, o přírodě, o potřebách jedince, o svobodě, o štěstí.

## Vydání
Autor knihu původně napsal pro přátele Poldu Kukačku a Vláďu Slouku z Ústí nad Labem. Ti tuto knihu vydávali (1981, 1986, 1988, 1989) vždy v několika stech výtiscích, ty byly často kopírovány. Po převratu mohla vyjít legálně, tak se i stalo roku 1992, 1998 a 2000 v edici Skautské cesty.
Podoba knihy se s opakovaným vydáváním drobně měnila, aktualizovaly se názvy, doplňovaly věty. V šestém vydání je za posledním bratrským slovem také kapitola Mapa rumunských Karpat, Stručná Rumunská dějeprava a Doslov.
V roce 2021 byla díky sbírce pořádané Skautskou nadací Jaroslava Foglara a Junák – český skaut, Kaprálův mlýn, z. s. kniha přeložena Benjaminem Lovettem do angličtiny a zpřístupněna bezplatně jako ebook.